# Trochosa lugubris
Trochosa lugubris este o specie de păianjeni din genul Trochosa, familia Lycosidae, descrisă de O. P.-cambridge, 1885. Conform Catalogue of Life specia Trochosa lugubris nu are subspecii cunoscute.